# AN/UYK-43
AN/UYK-43 — стандартный 32-битный компьютер ВМС США для надводных кораблей и подводных лодок, серийное производство развёртнуто в 1984 году. К 2000 году выпущено 1250 единиц.

## История
Компьютер разработан для замены устаревшего AN/UYK-7. По словам ответственных лиц подрядчика работ, контракт на разработку компьютера, предусматривающий проведение научно-исследовательских и опытно-конструкторских работ на сумму $433 млн был получен корпорацией Sperry Corporation в 1983 г. Система команд AN/UYK-43 является надмножеством команд AN/UYK-7, программы для AN/UYK-7 выполняются AN/UYK-43 с минимальными модификациями. Оба компьютера производились Sperry Corporation. Модуль расширения OSM (Open Systems Module) позволяет подключить к компьютеру до 6 коммерческих плат расширения VMEbus Type 6U.
В 2008 году программное БИУС NTDS портировано на AN/UYK-43.
В настоящее время UYK-43 заменяется компьютером AN/UYQ-70 и некоторыми коммерчески доступными системами. Списанные компьютеры разобраны на запчасти для ремонта оставшихся на вооружении в США и за её пределами единиц .

## Характеристики
Компьютер AN/UYK-43 обладал следующими характеристиками:
- Разрядность — 32 бит
- Объём памяти
  - потенциальный — до 4 Г слов (16 Гбайт)
- Производительность — 2,25 млн оп/с
- Цикл:
  - память — 150 нс
  - сложение/деление — 150 нс
- Каналов ввода-вывода — 64
- Число команд — 258

## Примечание
1. 1 2  Shaw, Linda S. ; Knopf, Jeffrey W. ; Bertsch, Kenneth A. Stocking the Arsenal: a guide to the nation’s top military contractors.  (англ.) — Washington, D.C.: Investor Responsibility Research Center, 1985. — P.119-156 — 207 p. — ISBN 0931035-01-5.
2. 1 2 3 4 5 6 7  
Ципоруха М. ЭВМ в американских ВМС // Зарубежное военное обозрение, 1984, № 6, с. 67–71.
3. 1 2 3 4 5 6  Norman Friedman. The Naval Institute guide to world naval weapons systems, 1997-1998. — Naval Institute Press, 1997. — 808 p. — ISBN 1557502684, 9781557502681.. Архивировано 19 сентября 2018 года.
4. ↑   Архивная копия от 2 июля 2012 на Wayback Machine.
5. ↑  AN/UYK-43 Computer Архивировано 25 мая 2011 года.  (недоступная ссылка с 10-08-2013 [4296 дней] — история, копия)